# Nederduitse Gereformeerde Kerk (Pearston)

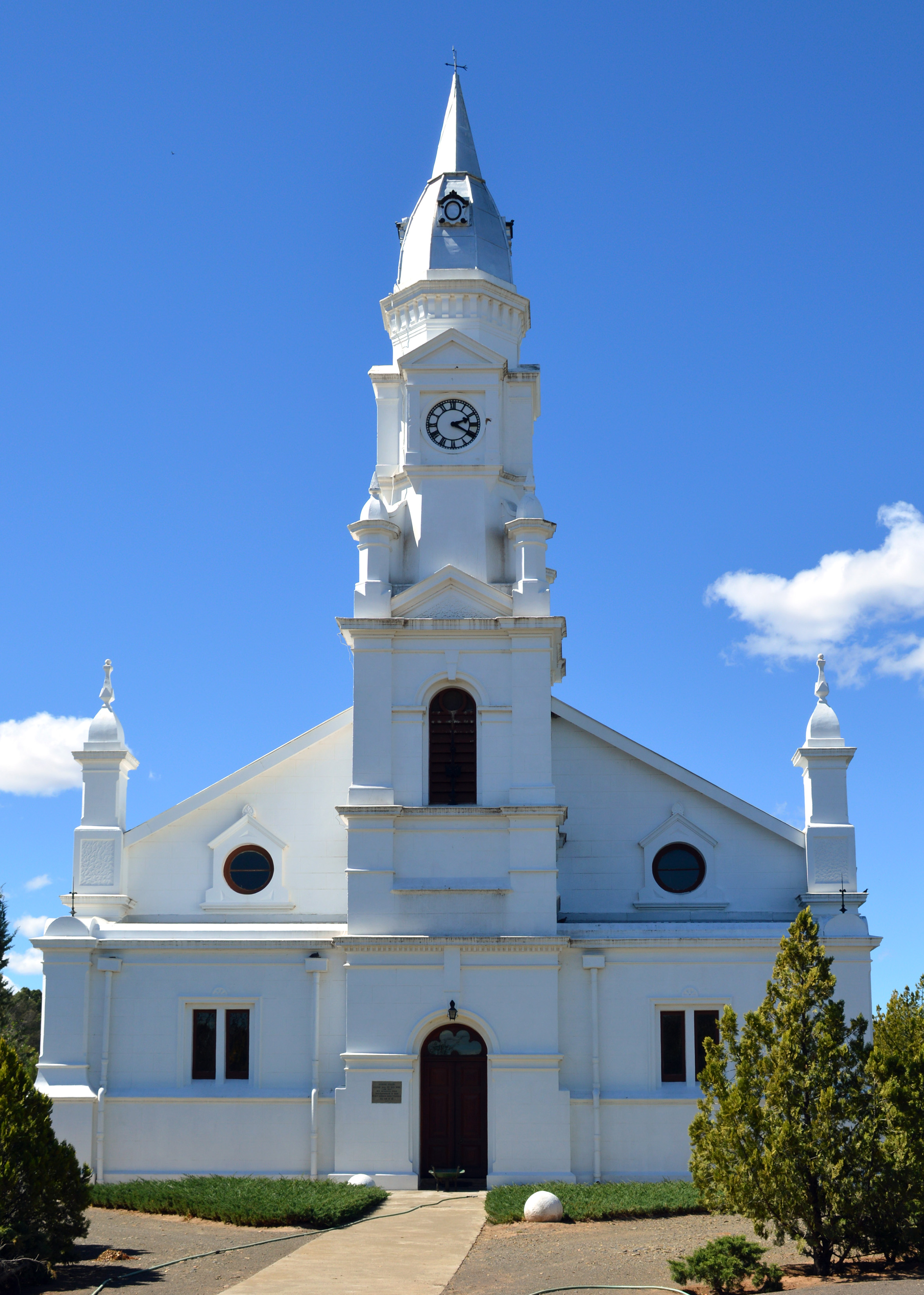

De Nederduitse Gereformeerde Kerk in Pearston is een parochie van de Nederduitse Gereformeerde Kerk (NGK) in de Oost-Kaap.
In 1850 begon John Pears, dominee binnen de NGK in het nabijgelegen Somerset, met misvieringen op de boerderij Rustenburg. Deze was gelegen op de oever van de Vogelrivier en toen in eigendom van Casparus Jacobus Lötter. De misvieringen werden gehouden in de schaduw van een grote perenboom.
In 1858 kocht de kerkgemeenschap een deel van de boerderij met de bedoeling er een dorp te stichten. Het stuk land werd opgedeeld in een deel dat door de kerk gebruikt ging worden en in percelen die in de verkoop gingen.
Omdat het dorp Pearston als kerkdorp gesticht werd en de parochie ouder is dan de nederzetting, dankt het dorp Pearston zijn naam dus aan de parochie, en niet andersom zoals meestal het geval is.